# Luden (Gemeinde Raabs)
Luden ist eine Ortschaft und eine Katastralgemeinde der Stadtgemeinde Raabs an der Thaya im Bezirk Waidhofen an der Thaya im niederösterreichischen Waldviertel mit 40 Einwohnern (Stand 1. Jänner 2024).

## Geografie
Das Dorf liegt nordwestlich von Drosendorf unmittelbar an der Staatsgrenze zu Tschechien. Es wird vom Frattingbach durchflossen. Zur Ortschaft gehört auch die am Gaberbach situierte Gabermühle. Am 1. April 2020 umfasste die Ortschaft 28 Adressen. Innerhalb der Katastralgemeinde liegt auch die Gaberkirche.

## Geschichte
Der Ortsname wurde 1232 erstmals urkundlich erwähnt. Seine Herkunft ist unklar; möglicherweise gibt es eine Verbindung zu Gottfried von Raabs, der als Burggraf von Würzburg mehrmals von verschiedenen „Herren von Luden“ Urkunden bezeugen ließ, etwa 1151 von Henricus de Luden. Im 12. Jahrhundert besiedelten diese dann den böhmisch-österreichischen Grenzraum.
In den Hussitenkriegen wurden in der Umgebung mehrere Orte verlassen, darunter auch Glöckleinsdorf, an das nurmehr der entsprechende Flurname zwischen Luden und Nonndorf erinnert.
Im Jahr 1822 wurde der Ort als Dorf mit 27 Häusern genannt, das nach Großau eingepfarrt war, wohin auch die Kinder eingeschult wurden. Die Herrschaft Drosendorf besaß die Ortsobrigkeit, übte die Landgerichtsbarkeit aus, besorgte die Konskription und hatte die Grundherrschaft inne.
Laut Adressbuch von Österreich waren im Jahr 1938 in Luden ein Gemischtwarenhändler mit Gastwirtschaft, ein Schmied, ein Wagner und zahlreiche Landwirte ansässig.

## Siedlungsentwicklung
Zum Jahreswechsel 1979/1980 befanden sich in der Katastralgemeinde Luden insgesamt 40 Bauflächen mit 33.727 m² und 52 Gärten auf 34.684 m², 1989/1990 gab es 40 Bauflächen. 1999/2000 war die Zahl der Bauflächen auf 60 angewachsen und 2009/2010 bestanden 56 Gebäude auf 133 Bauflächen.

## Bodennutzung
Die Katastralgemeinde ist landwirtschaftlich geprägt. 474 Hektar wurden zum Jahreswechsel 1979/1980 landwirtschaftlich genutzt und 101 Hektar waren forstwirtschaftlich geführte Waldflächen. 1999/2000 wurde auf 474 Hektar Landwirtschaft betrieben und 103 Hektar waren als forstwirtschaftlich genutzte Flächen ausgewiesen. Ende 2018 waren 466 Hektar als landwirtschaftliche Flächen genutzt und Forstwirtschaft wurde auf 103 Hektar betrieben. Die durchschnittliche Bodenklimazahl von Luden beträgt 50,9 (Stand 2010).

## Sehenswertes
- Gaberkirche, ehemals Burg Gaber, Denkmalschutz (Listeneintrag).